# Спектральний аналіз (фільм)
«Спектральний аналіз» (Spectral) — фантастичний бойовик 2016 року режисера Ніка Матьє — його режисерський дебют. Сценарій написали Йєн Фрід, Джон Гейтінс, Джеймі Мосс та Джордж Нолфі. Фільм вийшов на «Netflix» 9 грудня 2016 року.

## Сюжет
Вигадані події відбуваються у Молдові, де обмежений контингент Збройних сил США бере участь у збройному конфлікті між урядовими військами і повстанцями. Один зі спецпризначенців загону «Дельта» убитий невидимою істотою. Співробітник DARPA  Марк Клайн, розробник гіперспектральних камер, отримує наказ вирушити до Молдови.
На авіабазі на околиці Кишинева він знайомиться з командувачем генералом Орландом та агентом ЦРУ Френ Медісон. Йому показують записи, зроблені камерами солдатських шоломів. На кожному записі є прозорий гуманоїдний об'єкт, який вбиває солдатів дотиком. Щоб зрозуміти природу аномалії, Клайн і Медісон прямують із загоном у зону, де востаннє повідомлялося про зниклу команду. Там вони виявляють, що всіх членів команди вбито. На них теж нападають, але вони не можуть пошкодити аномалії звичайною зброєю і відступають.
Клайн виявляє, що аномалії являють собою конденсати Бозе-Ейнштейна. Це пояснює їхню здатність проходити крізь стіни та вбивати людей холодом, а також те, чому їх зупиняють залізна тирса та кераміка. Він разом з Орландом і військовими техніками, що вижили, розробляє імпульсну зброю, здатну руйнувати конденсат. Наступного ранку вони прямують до електростанції, оскільки тільки вона може дати достатньо енергії для виробництва конденсату. Там Клайну вдається активувати самознищення машини, тим самим відключаючи копії конденсату. Потім він відокремлює мізки та людські останки від машини, щоб позбавити їх болю і дати їм спокій.

## У ролях
| Актор             | Роль           |
| ----------------- | -------------- |
| Джеймс Бедж Дейл  | Клайн          |
| Емілі Мортімер    | Медісон        |
| Брюс Грінвуд      | генерал Орланд |
| Макс Мартіні      | капітан        |
| Корі Хардрікт     | Алессіо        |
| Клейн Кроуфорд    | Толл           |
| Урсула Паркер     | Сарі           |
| Ділан Сміт        | Телбот         |
| Луї Озава Чанчіен | Чен            |
| Джиммі Акінгбола  | Макфадден      |
| Раян Роббінс      | Комсток        |
| Стівен Рут        | Міндала        |
| Філіп Булкок      | Кріс Девіс     |
| Ройс Пірресон     | Ліо Діас       |